# پاتریک بیتسون
سر پاتریک بیتسن، (به انگلیسی: Patrick Bateson) (زاده مارس ۱۹۳۸) زیست‌شناس انگلیسی بود.او استاد بازنشستهٔ دانشگاه کمبریج در رشته کردارشناسی و رئیس انجمن جانورشناسی لندن از سال ۲۰۰۴ بود.